# Дубино (Гомельский район)
Дубино (бел. Дубіно́) — посёлок в Грабовском сельсовете Гомельского района Гомельской области Республики Беларусь.

## География

### Расположение
В 5 км от железнодорожной станции Терюха (на линии Гомель — Чернигов), 26 км на юго-восток от Гомеля.

### Гидрография
На реке Песошенька (приток реки Терюха).

## Транспортная сеть
Транспортные связи по просёлочной, затем автомобильной дороге Будище — Гомель. Планировка состоит из короткой широтной улицы, застроенной деревянными домами усадебного типа.

## История
Основан в начале 1920-х годов переселенцами из соседних деревень. В 1926 году назывался Лесное Урочище, в Носовичском районе Гомельского округа. В 1931 году жители вступили в колхоз. Во время Великой Отечественной войны в сентябре 1943 года немецкие оккупанты сожгли 34 двора. 11 жителей погибли на фронте. В 1959 году в составе совхоза «Заря» (центр — деревня Грабовка).

## Население

### Численность
- 2004 год — 16 хозяйств, 40 жителей.

### Динамика
- 1926 год — 4 двора, 16 жителей.
- 1940 год — 35 дворов, 92 жителя.
- 1959 год — 96 жителей (согласно переписи).
- 2004 год — 16 хозяйств, 40 жителей.